# Klemensas Patiejūnas
Klemensas Patiejūnas, né le 8 mars 1977 à Vilnius, dans la République socialiste soviétique de Lituanie, est un joueur lituanien de basket-ball. Il évolue au poste de meneur.

## Clubs Successifs
- 1995 - 1996 :  Zaibas-Vieviomalunas D2
- 1996 - 1999 :  Preventa Vilnius D2
- 1999 - 2000 :  Alita Alytus D1
- 2000 - 2001 :  Plannja Lulea D1
- 2001 - 2002 :  Pinar Karsiyaka D1
- 2002 - 2003 :  Slovan Ljubljana D1
- 2003 - 2004 :  Ovarense D1/  Benfica D1/  ALM Évreux Basket Pro B
- 2004 - 2005 :  ALM Évreux Basket Pro B
- 2005 - 2006 :  Besançon Basket Pro B
- 2006 - 2007 :  JSF Nanterre Pro B
- 2007 - 2009 :  ESPE Châlons-en-Champagne NM1
- 2009 - 2011 :  SOMB Boulogne-Sur-Mer NM1/Pro B
- 2011 - 2012 :  SPO Rouen Basket Pro B